# Entre deux mondes (film, 2014)
Pour plus de détails, voir Fiche technique et Distribution.
Entre deux mondes est un film dramatique germano-afghan réalisé par Feo Aladag, sorti en 2014.

## Fiche technique
- Titre : Entre deux mondes
- Titre original : Zwischen Welten
- Réalisation : Feo Aladag
- Scénario : Feo Aladag, Matthias Rock et Judith Kaufmann
- Montage : Andrea Mertens
- Musique : Jan A. P. Kaczmarek et Karim Sebastian Elias
- Photographie : Judith Kaufmann
- Producteur : Feo Aladag
  - Coproducteur : Hans W. Geißendörfer, Daniel Blum, Olaf Grunert et Andreas Schreitmüller
- Production : Independent Artists Filmproduktion, GFF, ZDF et Arte
- Distribution : Eurozoom
- Pays de production :  Allemagne et Afghanistan
- Langue originale : anglais, allemand, pachto et dari
- Genre : Drame historique
- Durée : 98 minutes
- Dates de sortie :
  - Allemagne : 27 mars 2014
  - Hongrie : 9 octobre 2014
  - France : 19 novembre 2014

## Distribution
- Ronald Zehrfeld : Jesper
- Moshin Ahmady (VF : Sébastien Desjours) : Tarik
- Felix Kramer : Oli
- Burghart Klaußner (VF : Jean-François Aupied) : Oberst Haar
- Saida Barmaki : Nala
- Salam Yosofzai : Haroon
- Pit Bukowski (VF : Vincent de Bouard) : Petze
- Tobias Schönenberg (VF : Guillaume Bourboulon) : Tekl
- Sebastian Schipper : Constantin Lemarchal

 Sources et légende  : Version Française (VF) selon RS Doublage.